# Looping (film)
Pour les articles homonymes, voir Looping.
Pour plus de détails, voir Fiche technique et Distribution.
Looping est un film allemand écrit et réalisé par Leonie Krippendorff en 2016.

## Fiche technique
- Titre : Looping
- Réalisation : Leonie Krippendorff
- Scénario : Leonie Krippendorff
- Musique : Tammy Ingram
- Production : Jost Hering
- Société de production : Jost Hering Filmproduktion, Filmuniversität Babelsberg Konrad Wolf, Das Kleine Fernsehspiel (ZDF)
- Pays de production :  Allemagne
- Langue originale : allemand
- Genre : drame, romance saphique
- Durée : 106 minutes (1 h 46)
- Date de sortie :
  - Allemagne : 20 janvier 2016 (avant-première au Festival Max Ophüls) ; 25 août 2016 (sortie nationale)

## Distribution
- Jella Haase : Leila
- Lana Cooper (de) : Frenja
- Marie-Lou Sellem : Ann
- Henning Peker (de) : le père de Leila
- Joseph Konrad Bundschuh (de) : Jakob
- Maximilian Klas (de) : Paul
- Luisa-Céline Gaffron : Sara
- Svantje Wascher (de) : la strip-teaseuse
- Anisah Yogapathy : Leila enfant
- Cyrus David (de) : le médecin
- Teresa Schergaut : l'infirmière
- Hanna Sibilski : une patiente
- Hermann Rohner : un patient
- Ilona Schulz (de) : la matrone de l'hôpital psychiatrique
- Amayas El Hardonz : le garçon dans la tente
- Helena Zengel : Lilly